# Satellites naturels du Système solaire
Pour les satellites naturels extérieurs au Système solaire, voir Lune extrasolaire.

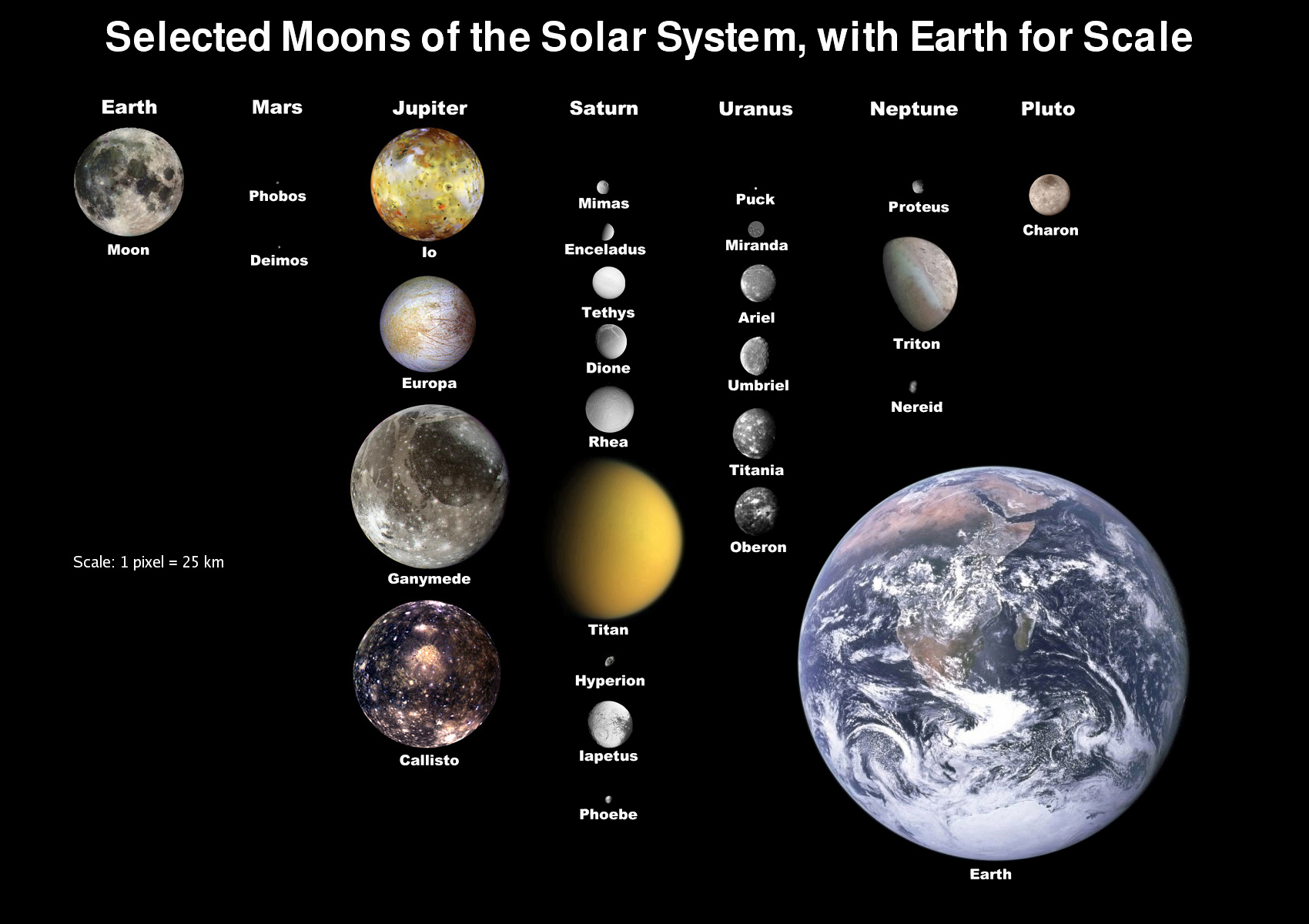
Quelques lunes (avec la Terre à l'échelle). Dix-neuf lunes sont assez massives pour être sphériques, et seule Titan possède sa propre atmosphère.

Dans le Système solaire, 220 satellites naturels (aussi nommés lunes) ont été mis en évidence comme orbitant autour d'une planète ou d'une planète naine. On en dénombre près de 345 autour de planètes mineures et des découvertes sont annoncées régulièrement. Parmi ces satellites, seuls 19 ont une masse suffisante pour avoir acquis une forme sphéroïdale sous l'effet de leur propre gravité.
En fonction des caractéristiques de son orbite, une lune relève de l'une des deux catégories suivantes :
- soit celle de satellite régulier (lune régulière), au mouvement prograde sur un plan orbital proche du plan équatorial de sa planète ;
- soit celle de satellite irrégulier (lune irrégulière), au mouvement prograde ou rétrograde sur une orbite souvent inclinée avec un angle élevé par rapport au plan équatorial de sa planète. L'origine des lunes irrégulières s'explique probablement par l’existence de planètes mineures qui furent capturées par l'attraction des planètes. La plupart des lunes irrégulières ont un diamètre inférieur à 10 kilomètres.

En dehors de la Lune probablement connue dès la Préhistoire, la première découverte d'un satellite revient à Galilée qui, en 1610, a observé quatre satellites orbitant autour de Jupiter ; on les appelle aujourd'hui les satellites galiléens. Au cours des trois siècles suivants, peu de satellites sont découverts. Des missions spatiales vers d'autres planètes dans les années 1970, notamment avec Voyager 1 et 2, ont amorcé l'augmentation du nombre de détections. Les observations depuis l'an 2000, principalement au moyen de grands télescopes optiques terrestres, ont permis la mise en évidence de nombreux autres satellites, dont tous sont de forme irrégulière.

## Satellites par objet

Représentation à l'échelle de quelques lunes, planètes mineures et comètes du Système solaire.

Nombre annuel de découvertes de satellites, depuis 1600.

| Planète         | Mercure | Vénus | Terre | Mars | Jupiter | Saturne | Uranus | Neptune | Total |
| --------------- | ------- | ----- | ----- | ---- | ------- | ------- | ------ | ------- | ----- |
| Nombre de lunes | 0       | 0     | 1     | 2    | 95      | 274     | 29     | 16      | 417   |

| Planète naine   | Ceres | Pluton | Haumea | Makemake | Éris | Total |
| --------------- | ----- | ------ | ------ | -------- | ---- | ----- |
| Nombre de lunes | 0     | 5      | 2      | 1        | 1    | 9     |

### Mercure
Mercure, la planète la plus petite et la plus proche du soleil, ne possède aucun satellite, ou du moins aucun d'une dimension supérieure  à 1,6 km. Pendant une courte période, en 1974, on a cru à l'existence d'une lune, avant que cette hypothèse soit invalidée par la sonde MESSENGER entre 2011 et 2015.

### Vénus
La planète Vénus ne possède pas non plus de satellite, bien que circulent depuis le XVIIe siècle des rapports évoquant la présence d'une lune autour de Vénus.

### La Terre
La planète Terre possède un seul satellite naturel, la Lune. C'est le plus grand satellite des planètes telluriques du Système Solaire et le cinquième plus grand satellite de toutes les planètes du Système Solaire. Par ailleurs, la Terre possède au moins deux objets co-orbitaux : les astéroïdes 3753 Cruithne et 2002 AA29 ; cependant n'orbitant pas directement autour la Terre, ils ne sont pas considérés comme des lunes (voir aussi les satellites hypothétiques de la Terre et les quasi-satellites).

### Mars
La planète Mars possède deux lunes, Phobos et Deimos. Des recherches en vue de détecter d'autres satellites ont été infructueuses, et les plus gros objets détectés en orbite possèdent un rayon inférieur à 90 m.

### Jupiter
La planète Jupiter possède 84 satellites naturels connus, tous confirmés, dont 72 numérotés, parmi lesquels 57 sont nommés. Elle possède huit satellites réguliers, les 4 satellites galiléens découverts par Galilée en 1610, et les 4 satellites appartenant au groupe Amalthée. Ils sont nommés d'après les maîtresses et amants de Zeus, l'équivalent grec de Jupiter. Ses 61 satellites irréguliers se répartissent en deux catégories selon leur mouvement prograde ou rétrograde. La quasi-totalité des satellites progrades appartiennent au groupe d'Himalia, à l’exception de deux comptés séparément. Les satellites rétrogrades sont regroupés dans le groupe de Carmé, celui d'Ananké ou de Pasiphaé, quelques lunes demeurant à part.

### Saturne
La planète Saturne possède 274 satellites connus. 228 ont eu leur existence confirmée, dont 66 qui ont reçu un numéro officiel et 63 qui ont aussi reçu un nom officiel. La plupart d'entre eux sont d'assez petite taille. Au contraire, sept satellites sont assez grands et massifs pour parvenir à l'équilibre hydrostatique. Parmi ceux-ci, Titan est la deuxième plus grande lune du Système solaire. De plus, 24 lunes de forme régulière sont traditionnellement nommées d'après le récit mythologique des Titans ou d'autres personnages associés avec la mythologie de Saturne. Les autres sont de relative petite taille, de forme irrégulière, et classés selon leurs caractéristiques orbitales dans les groupes 
inuit, nordique, ou gaulois, leur nom émanant des mythologies respectives.
Les anneaux de Saturne sont constitués d'objets glacés dont la taille s'échelonne du centimètre à plusieurs centaines de mètres, chacun possédant son orbite propre. Ainsi, il est difficile d'évaluer avec précision nombre de lunes saturniennes, car il n'existe pas de définition objective permettant de distinguer les innombrables petits objets anonymes formant les anneaux et les plus grands objets ayant actuellement reçu une désignation. On dénombre au moins 150 "satellites mineurs" inclus dans les anneaux, détectés par les perturbations qu'ils provoquent sur les débris environnants. De plus on pense que seule une petite partie d'entre eux est identifiée.

### Uranus
La planète Uranus possède 27 satellites, tous nommés, dont cinq assez massifs pour avoir atteint l'équilibre hydrostatique. On distingue 13 lunes en orbite à l'intérieur des anneaux d'Uranus (les satellites internes ou intérieurs), et neuf lunes de forme irrégulière, en orbite à l'extérieur (les satellites externes ou extérieurs). Contrairement à la plupart des satellites naturels dont les noms proviennent de l'Antiquité, toutes les lunes d'Uranus font référence aux personnages de la pièce de théâtre Le Songe d'une nuit d'été de William Shakespeare et du poème La Boucle de cheveux enlevée d'Alexander Pope.

### Neptune
La planète Neptune possède 14 satellites, tous nommés. Le plus grand, Triton, compte pour plus de 99,5 % de toute la masse en orbite autour de la planète. Triton est assez massif pour avoir atteint l'équilibre hydrostatique mais, contrairement au reste des grands satellites, il possède une orbite rétrograde, ce qui suggère qu'il a été capturé par la planète. Neptune possède également sept satellites intérieurs réguliers et six extérieurs irréguliers.

### Pluton
La planète naine Pluton possède cinq satellites. Le plus grand est Charon, nommé d'après le passeur d'âmes du fleuve Styx, qui mesure plus de la moitié du diamètre de Pluton. Il est tellement massif que son point d'orbite se trouve au-dessus de la surface de Pluton. En effet, les deux astres orbitent l'un autour de l'autre, formant un système binaire (officieusement désigné sous l'appellation de double-planète naine). Les quatre autres lunes, Nix, Hydra, Kerberos et Styx, sont beaucoup plus petites et orbitent dans le système Pluton–Charon.

### Autres planètes naines et mineures
Cérès n'a pas de lune connue. Il est certain à 90 % que Cérès ne possède aucune lune de dimensions supérieures à 1 km, en lui supposant un albédo similaire à celui de Cérès.
Hauméa possède deux lunes, Hi'iaka et Namaka, d'un rayon approximatif de 195 et 100 km, respectivement.
Makémaké possède une lune, découverte en avril 2016 et provisoirement désignée S/2015 (136472) 1.
Éris possède une lune, Dysnomie. La détermination précise de sa taille est difficile, avec une estimation de son rayon vers 257±100 km; Certaines hypothèses évoquent un rayon jusqu'à 342±25 km).
(90482) Orcus, objet de la ceinture de Kuiper et candidat au statut de planète naine, possède un satellite naturel découvert en 2005 et nommé plus tard Vanth.
En mars 2018, on dénombre enfin un total de 345 lunes autour d'astéroïdes (ou autour de planètes mineures), dont 69 géocroiseurs, 27 aréocroiseurs, 155 dans la ceinture d'astéroïdes, 4 astéroïdes troyens de Jupiter et 90 transneptuniennes.

## Tableau détaillé
| Satellite naturel de la Terre | Satellites naturels de Mars | Satellites naturels de Jupiter | Satellites naturels de Saturne | Satellites d'Uranus | Satellites de Neptune | Satellites de Pluton | Satellites d'Hauméa | Satellite de Makémaké | Satellite d'Éris |

| Image                       | Label   | Nom               | Rayon moyen (km) | Demi-grand axe (km) | Période de révolution (en jour) (r = rétrograde) | Année de découverte | Découvert par                                                                                | Notes                                                        | Réf(s) | Planète  |
| --------------------------- | ------- | ----------------- | ---------------- | ------------------- | ------------------------------------------------ | ------------------- | -------------------------------------------------------------------------------------------- | ------------------------------------------------------------ | ------ | -------- |
| Lune                        | I       | Lune              | 1737,10          | 384 399             | 27,321582                                        | Préhistoire         | —                                                                                            | Rotation synchrone                                           | [ 11 ] | Terre    |
| Phobos (lune)               | I       | Phobos            | 11,1 ± 0,15      | 9 380               | 0,319                                            | 1877                | Asaph Hall                                                                                   |                                                              | ,      | Mars     |
| Déimos (lune)               | II      | Déimos            | 6,2 ± 0,18       | 23 460              | 1,262                                            | 1877                | Asaph Hall                                                                                   |                                                              | ,      | Mars     |
| Io                          | I       | Io                | 1818,1 ± 0,1     | 421 800             | 1,769                                            | 1610                | Galilée                                                                                      | Satellite galiléen                                           | ,      | Jupiter  |
| Europe (lune)               | II      | Europe            | 1560,7 ± 0,7     | 671 100             | 3,551                                            | 1610                | Galilée                                                                                      | Satellite galiléen                                           | ,      | Jupiter  |
| Ganymède (lune)             | III     | Ganymède          | 2634,1 ± 0,3     | 1 070 400           | 7,155                                            | 1610                | Galilée                                                                                      | Satellite galiléen                                           | ,      | Jupiter  |
| Callisto (lune)             | IV      | Callisto          | 2408,4 ± 0,3     | 1 882 700           | 16,69                                            | 1610                | Galilée                                                                                      | Satellite galiléen                                           | ,      | Jupiter  |
| Amalthée (lune)             | V       | Amalthée          | 83,45 ± 2,4      | 181 400             | 0,498                                            | 1892                | Edward Emerson Barnard                                                                       | Satellite interne, groupe d'Amalthée                         | ,      | Jupiter  |
| Himalia (lune)              | VI      | Himalia           | 67 ± 10          | 11 461 000          | 250,56                                           | 1904                | Charles Dillon Perrine                                                                       | Mouvement prograde, satellite irrégulier, groupe d'Himalia   | ,      | Jupiter  |
| Élara (lune)                | VII     | Élara             | 43               | 11 741 000          | 259,64                                           | 1905                | Charles Dillon Perrine                                                                       | Mouvement prograde, satellite irrégulier, groupe d'Himalia   | ,      | Jupiter  |
| Pasiphaé                    | VIII    | Pasiphaé          | 30               | 23 624 000          | 743,63 (r)                                       | 1908                | Philibert Jacques Melotte                                                                    | Mouvement prograde, satellite irrégulier, groupe de Pasiphaé | ,      | Jupiter  |
| Sinopé (lune)               | IX      | Sinopé            | 19               | 23 939 000          | 758,90 (r)                                       | 1914                | Seth Barnes Nicholson                                                                        | Mouvement prograde, satellite irrégulier, groupe de Pasiphaé | ,      | Jupiter  |
| Lysithée (lune)             | X       | Lysithée          | 18               | 11 717 000          | 259,20                                           | 1938                | Seth Barnes Nicholson                                                                        | Mouvement prograde, satellite irrégulier, groupe d'Himalia   | ,      | Jupiter  |
| Carmé (lune)                | XI      | Carmé             | 23               | 23 404 000          | 734,17 (r)                                       | 1938                | Seth Barnes Nicholson                                                                        | Mouvement rétrograde, satellite irrégulier, groupe de Carmé  | ,      | Jupiter  |
| Ananké (lune)               | XII     | Ananké            | 14               | 21 276 000          | 629,77 (r)                                       | 1951                | Seth Barnes Nicholson                                                                        | Mouvement rétrograde, satellite irrégulier, groupe d'Ananké  | ,      | Jupiter  |
|                             | XIII    | Léda              | 10               | 11 165 000          | 240,92                                           | 1974                | Charles T. Kowal                                                                             | Mouvement prograde, satellite irrégulier, groupe d'Himalia   | ,      | Jupiter  |
| Thebe (lune)                | XIV     | Thébé             | 49,3 ± 2,0       | 221 900             | 0,675                                            | 1979                | Stephen P. Synnott, Voyager 1                                                                | Satellite interne, groupe d'Amalthée                         | ,      | Jupiter  |
| Adrastea (lune)             | XV      | Adrastée          | 8.2 ± 2.0        | 129 000             | 0,298                                            | 1979                | David C. Jewitt, G. Edward Danielson, Voyager 1                                              | Satellites internes, groupe d'Amalthée                       | ,      | Jupiter  |
| Metis (lune)                | XVI     | Métis             | 21,5 ± 2,0       | 128 000             | 0,295                                            | 1979                | Stephen P. Synnott, Voyager 1                                                                | Satellites internes, groupe d'Amalthée                       | ,      | Jupiter  |
| Callirrhoe (lune)           | XVII    | Callirrhoé        | 4,3              | 24 103 000          | 758,77 (r)                                       | 2000                | Scotti, Spahr, McMillan, Larsen, Montani, Gleason, Gehrels                                   | Mouvement prograde, satellite irrégulier, groupe de Pasiphaé | ,      | Jupiter  |
| Themisto (lune)             | XVIII   | Thémisto          | 4,0              | 7 284 000           | 130,02                                           | 1975/2000           | Charles T. Kowal et Roemer (originale) ; Sheppard, Jewitt, Fernández, Magnier (redécouverte) | Mouvement prograde, satellite irrégulier                     | ,      | Jupiter  |
|                             | XIX     | Megaclite         | 2,7              | 23 493 000          | 752,86 (r)                                       | 2000                | Sheppard, Jewitt, Fernández, Magnier, Dahm, Evans                                            | Mouvement prograde, satellite irrégulier, groupe de Pasiphaé | ,      | Jupiter  |
|                             | XX      | Taygète           | 2,5              | 23 280 000          | 732,41 (r)                                       | 2000                | Sheppard, Jewitt, Fernández, Magnier, Dahm, Evans                                            | Mouvement rétrograde, satellite irrégulier, groupe de Carmé  | ,      | Jupiter  |
|                             | XXI     | Chaldéné          | 1,9              | 23 100 000          | 723,72 (r)                                       | 2000                | Sheppard, Jewitt, Fernández, Magnier, Dahm, Evans                                            | Mouvement rétrograde, satellite irrégulier, groupe de Carmé  | ,      | Jupiter  |
|                             | XXII    | Harpalycé         | 2,2              | 20 858 000          | 623,32 (r)                                       | 2000                | Sheppard, Jewitt, Fernández, Magnier, Dahm, Evans                                            | Mouvement rétrograde, satellite irrégulier, groupe d'Ananké  | ,      | Jupiter  |
|                             | XXIII   | Calycé            | 2,6              | 23 483 000          | 742,06 (r)                                       | 2000                | Sheppard, Jewitt, Fernández, Magnier, Dahm, Evans                                            | Mouvement rétrograde, satellite irrégulier, groupe de Carmé  | ,      | Jupiter  |
|                             | XXIV    | Jocaste           | 2,6              | 21 060 000          | 631,60 (r)                                       | 2000                | Sheppard, Jewitt, Fernández, Magnier, Dahm, Evans                                            | Mouvement rétrograde, satellite irrégulier, groupe d'Ananké  | ,      | Jupiter  |
|                             | XXV     | Érinomé           | 1,6              | 23 196 000          | 728,46 (r)                                       | 2000                | Sheppard, Jewitt, Fernández, Magnier, Dahm, Evans                                            | Mouvement rétrograde, satellite irrégulier, groupe de Carmé  | ,      | Jupiter  |
|                             | XXVI    | Isonoe            | 1,9              | 23 155 000          | 726,23 (r)                                       | 2000                | Sheppard, Jewitt, Fernández, Magnier, Dahm, Evans                                            | Mouvement rétrograde, satellite irrégulier, groupe de Carmé  | ,      | Jupiter  |
|                             | XXVII   | Praxidiké         | 3,4              | 20 908 000          | 625,39 (r)                                       | 2000                | Sheppard, Jewitt, Fernández, Magnier, Dahm, Evans                                            | Mouvement rétrograde, satellite irrégulier, groupe d'Ananké  | ,      | Jupiter  |
|                             | XXVIII  | Autonoé           | 2,0              | 24 046 000          | 760,95 (r)                                       | 2001                | Sheppard, Jewitt, Kleyna                                                                     | Mouvement prograde, satellite irrégulier, groupe de Pasiphaé | ,      | Jupiter  |
|                             | XXIX    | Thyone            | 2,0              | 20 939 000          | 627,21 (r)                                       | 2001                | Sheppard, Jewitt, Kleyna                                                                     | Mouvement rétrograde, satellite irrégulier, groupe d'Ananké  | ,      | Jupiter  |
| Hermippe (lune)             | XXX     | Hermippé          | 2,0              | 21 131 000          | 633,9 (r)                                        | 2001                | Sheppard, Jewitt, Kleyna                                                                     | Mouvement rétrograde, satellite irrégulier, groupe d'Ananké  | ,      | Jupiter  |
|                             | XXXI    | Aitné             | 1,5              | 23 229 000          | 730,18 (r)                                       | 2001                | Sheppard, Jewitt, Kleyna                                                                     | Mouvement rétrograde, satellite irrégulier, groupe de Carmé  | ,      | Jupiter  |
|                             | XXXII   | Eurydome          | 1,5              | 22 865 000          | 717,33 (r)                                       | 2001                | Sheppard, Jewitt, Kleyna                                                                     | Mouvement prograde, satellite irrégulier, groupe de Pasiphaé | ,      | Jupiter  |
|                             | XXXIII  | Euanthé           | 1,5              | 20 797 000          | 620,49 (r)                                       | 2001                | Sheppard, Jewitt, Kleyna                                                                     | Mouvement rétrograde, satellite irrégulier (groupe d'Ananké  | ,      | Jupiter  |
|                             | XXXIV   | Euporie           | 1,0              | 19 304 000          | 550,74 (r)                                       | 2001                | Sheppard, Jewitt, Kleyna                                                                     | Mouvement prograde, satellite irrégulier, groupe de Pasiphaé | ,      | Jupiter  |
|                             | XXXV    | Orthosie          | 1,0              | 20 720 000          | 622,56 (r)                                       | 2001                | Sheppard, Jewitt, Kleyna                                                                     | Mouvement prograde, satellite irrégulier, groupe de Pasiphaé | ,      | Jupiter  |
|                             | XXXVI   | Spondé            | 1,0              | 23 487 000          | 748,34 (r)                                       | 2001                | Sheppard, Jewitt, Kleyna                                                                     | Mouvement prograde, satellite irrégulier, groupe de Pasiphaé | ,      | Jupiter  |
|                             | XXXVII  | Calé              | 1,0              | 23 217 000          | 729,47 (r)                                       | 2001                | Sheppard, Jewitt, Kleyna                                                                     | Mouvement rétrograde, satellite irrégulier, groupe de Carmé  | ,      | Jupiter  |
|                             | XXXVIII | Pasithée          | 1,0              | 23 004 000          | 719,44 (r)                                       | 2001                | Sheppard, Jewitt, Kleyna                                                                     | Mouvement rétrograde, satellite irrégulier, groupe de Carmé  | ,      | Jupiter  |
|                             | XXXIX   | Hégémone          | 1,5              | 23 577 000          | 739,88 (r)                                       | 2003                | Sheppard, Jewitt, Kleyna, Fernández                                                          | Mouvement prograde, satellite irrégulier, groupe de Pasiphaé | ,      | Jupiter  |
|                             | XL      | Mnémé             | 1,0              | 21 035 000          | 620,04 (r)                                       | 2003                | Gladman, Allen                                                                               | Mouvement rétrograde, satellite irrégulier, groupe d'Ananké  | ,      | Jupiter  |
|                             | XLI     | Aédé              | 2,0              | 23 980 000          | 761,50 (r)                                       | 2003                | Sheppard, Jewitt, Kleyna, Fernández, Hsieh                                                   | Mouvement prograde, satellite irrégulier, groupe de Pasiphaé | ,      | Jupiter  |
|                             | XLII    | Thelxinoé         | 1,0              | 21 164 000          | 628,09 (r)                                       | 2003                | Sheppard, Jewitt, Kleyna, Gladman, Kavelaars, Petit, Allen                                   | Mouvement rétrograde, satellite irrégulier, groupe d'Ananké  | ,      | Jupiter  |
| Arche (lune)                | XLIII   | Arche             | 1,5              | 23 355 000          | 731,95 (r)                                       | 2002                | Sheppard, Meech, Hsieh, Tholen, Tonry                                                        | Mouvement rétrograde, satellite irrégulier, groupe de Carmé  | ,      | Jupiter  |
|                             | XLIV    | Callichore        | 1,0              | 23 288 000          | 728,73 (r)                                       | 2003                | Sheppard, Jewitt, Kleyna, Fernández                                                          | Mouvement rétrograde, satellite irrégulier, groupe de Carmé  | ,      | Jupiter  |
|                             | XLV     | Hélicé            | 2,0              | 21 069 000          | 626,32 (r)                                       | 2003                | Sheppard, Jewitt, Kleyna, Fernández, Hsieh                                                   | Mouvement prograde, satellite irrégulier, groupe de Pasiphaé | ,      | Jupiter  |
|                             | XLVI    | Carpo             | 1,5              | 17 058 000          | 456,30                                           | 2003                | Sheppard, Jewitt, Kleyna, Gladman, Kavelaars, Petit, Allen                                   | Mouvement prograde, satellite irrégulier                     | ,      | Jupiter  |
|                             | XLVII   | Eukéladé          | 2,0              | 23 328 000          | 730,47 (r)                                       | 2003                | Sheppard, Jewitt, Kleyna, Fernández, Hsieh                                                   | Mouvement rétrograde, satellite irrégulier, groupe de Carmé  | ,      | Jupiter  |
|                             | XLVIII  | Cyllène           | 1,0              | 23 809 000          | 752 (r)                                          | 2003                | Sheppard, Jewitt, Kleyna                                                                     | Mouvement prograde, satellite irrégulier, groupe de Pasiphaé | ,      | Jupiter  |
|                             | XLIX    | Coré              | 1,0              | 24 543 000          | 779,17 (r)                                       | 2003                | Sheppard, Jewitt, Kleyna                                                                     | Mouvement prograde, satellite irrégulier, groupe de Pasiphaé | ,      | Jupiter  |
|                             | L       | Hersé             | 1,0              | 22 983 000          | 714,51 (r)                                       | 2003                | Sheppard, Jewitt, Kleyna, Gladman, Kavelaars, Petit,                                         | Mouvement rétrograde, satellite irrégulier, groupe de Carmé  | ,      | Jupiter  |
|                             | LI      | S/2010 J 1        | 1,0              | 23 314 335          | 723,2 (r)                                        | 2010                | Jacobson, Brozović, Gladman, Alexandersen                                                    | Mouvement rétrograde, satellite irrégulier, groupe de Carmé  | [ 33 ] | Jupiter  |
|                             | LII     | S/2010 J 2        | 0,5              | 20 307 150          | 588,1 (r)                                        | 2010                | Christian Veillet                                                                            | Mouvement rétrograde, satellite irrégulier, groupe d'Ananké  | [ 33 ] | Jupiter  |
|                             | LIII    | Dia               | 2,0              | 12 570 000          | 287,93                                           | 2001                | Sheppard, Jewitt, Kleyna, Fernández, Hsieh                                                   | Mouvement prograde, satellite irrégulier, groupe d'Himalia   | [ 33 ] | Jupiter  |
|                             | LIV     | S/2016 J 1        | 3,0              | 20 595 480          | 602,7 (r)                                        | 2016                | Sheppard                                                                                     | Mouvement prograde, satellite irrégulier, groupe de Pasiphaé | [ 33 ] | Jupiter  |
|                             | LV      | S/2003 J 18       | 1,0              | 20 426 000          | 596,58 (r)                                       | 2003                | Gladman, Sheppard, Jewitt, Kleyna, Kavelaars, Petit, Allen                                   | Mouvement prograde, satellite irrégulier, groupe de Pasiphaé | ,      | Jupiter  |
|                             | LVI     | S/2011 J 2        | 0,5              | 23 329 710          | 726,8 (r)                                        | 2011                | Sheppard                                                                                     | Mouvement prograde, satellite irrégulier, groupe de Pasiphaé | [ 33 ] | Jupiter  |
|                             | LVII    | S/2003 J 5        | 2,0              | 23 498 000          | 738,74 (r)                                       | 2003                | Sheppard, Jewitt, Kleyna, Fernández, Hsieh                                                   | Mouvement rétrograde, satellite irrégulier, groupe de Carmé  | ,      | Jupiter  |
|                             | LVIII   | S/2003 J 15       | 1,0              | 22 630 000          | 689,77 (r)                                       | 2003                | Sheppard, Jewitt, Kleyna, Fernández                                                          | Mouvement prograde, satellite irrégulier, groupe de Pasiphaé | ,      | Jupiter  |
|                             | LIX     | S/2017 J 1        | 2,0              | 23 483 978          | 734,2 (r)                                        | 2017                | Sheppard                                                                                     | Mouvement prograde, satellite irrégulier, groupe de Pasiphaé | [ 33 ] | Jupiter  |
|                             | LX      | S/2003 J 3        | 1,0              | 20 224 000          | 583,88 (r)                                       | 2003                | Sheppard, Jewitt, Kleyna, Fernández, Hsieh                                                   | Mouvement rétrograde, satellite irrégulier, groupe d'Ananké  | ,      | Jupiter  |
|                             | —       | S/2003 J 2        | 1,0              | 28 455 000          | 981,55 (r)                                       | 2003                | Sheppard, Jewitt, Kleyna, Fernández, Hsieh                                                   | Mouvement rétrograde, satellite irrégulier                   | ,      | Jupiter  |
|                             | —       | S/2003 J 4        | 1,0              | 23 933 000          | 755,26 (r)                                       | 2003                | Sheppard, Jewitt, Kleyna, Fernández, Hsieh                                                   | Mouvement prograde, satellite irrégulier, groupe de Pasiphaé | ,      | Jupiter  |
|                             | —       | S/2003 J 9        | 0,5              | 23 388 000          | 733,30 (r)                                       | 2003                | Sheppard, Jewitt, Kleyna, Fernández                                                          | Mouvement rétrograde, satellite irrégulier, groupe de Carmé  | ,      | Jupiter  |
|                             | —       | S/2003 J 10       | 1,0              | 23 044 000          | 716,25 (r)                                       | 2003                | Sheppard, Jewitt, Kleyna, Fernández                                                          | Mouvement rétrograde, satellite irrégulier, groupe de Carmé  | ,      | Jupiter  |
|                             | —       | S/2003 J 12       | 0,5              | 17 833 000          | 489,72 (r)                                       | 2003                | Sheppard, Jewitt, Kleyna, Fernández                                                          | Mouvement rétrograde, satellite irrégulier                   | ,      | Jupiter  |
|                             | —       | S/2003 J 16       | 1,0              | 20 956 000          | 616,33 (r)                                       | 2003                | Gladman, Sheppard, Jewitt, Kleyna, Kavelaars, Petit, Allen                                   | Mouvement rétrograde, satellite irrégulier, groupe d'Ananké  | ,      | Jupiter  |
|                             | —       | S/2003 J 19       | 1,0              | 23 535 000          | 740,43 (r)                                       | 2003                | Gladman, Sheppard, Jewitt, Kleyna, Kavelaars, Petit, Allen                                   | Mouvement rétrograde, satellite irrégulier, groupe de Carmé  | ,      | Jupiter  |
| S/2003 J 23                 | —       | S/2003 J 23       | 1,0              | 23 566 000          | 732,45 (r)                                       | 2004                | Sheppard, Jewitt, Kleyna, Fernández                                                          | Mouvement prograde, satellite irrégulier, groupe de Pasiphaé | ,      | Jupiter  |
|                             | —       | S/2011 J 1        | 0,5              | 20 155 290          | 580,7 (r)                                        | 2011                | Sheppard                                                                                     | Mouvement rétrograde, satellite irrégulier                   | [ 33 ] | Jupiter  |
| Mimas (lune)                | I       | Mimas             | 198,2 ± 0,4      | 185 540             | 0,942                                            | 1789                | Herschel                                                                                     | Lune du groupe principal                                     | ,      | Saturne  |
| Enceladus                   | II      | Encelade          | 252,3 ± 0,6      | 238 040             | 1,370                                            | 1789                | Herschel                                                                                     | Lune du groupe principal                                     | ,      | Saturne  |
| Tethys                      | III     | Tethys            | 536,3 ± 1,5      | 294 670             | 1,888                                            | 1684                | Cassini I                                                                                    | Lune du groupe principal, Sidera Lodoicea                    | ,      | Saturne  |
| Dione (lune)                | IV      | Dioné             | 562,5 ± 1,5      | 377 420             | 2,737                                            | 1684                | Cassini I                                                                                    | Lune du groupe principal, Sidera Lodoicea                    | ,      | Saturne  |
| Rhea (lune)                 | V       | Rhéa              | 764,5 ± 2,0      | 527 070             | 4,518                                            | 1672                | Cassini I                                                                                    | Lune du groupe principal, Sidera Lodoicea                    | ,      | Saturne  |
| Titan_(moon) Titan          | VI      | Titan             | 2575,5 ± 2,0     | 1 221 870           | 15,95                                            | 1655                | Christian Huygens                                                                            | Lune du groupe principal                                     | ,      | Saturne  |
| Hyperion_(moon) Hyperion    | VII     | Hypérion          | 133,0 ± 8,0      | 1 500 880           | 21,28                                            | 1848                | William Cranch Bond, George Phillips Bond et William Lassell                                 | Lune du groupe principal                                     | ,      | Saturne  |
| Iapetus (lune)              | VIII    | Japet             | 734,5 ± 4,0      | 3 560 840           | 79,33                                            | 1671                | Cassini I                                                                                    | Lune du groupe principal, Sidera Lodoicea                    | ,      | Saturne  |
| Phoebe (lune)               | IX      | Phœbé             | 106,6 ± 1,1      | 12 947 780          | 550,31 (r)                                       | 1899                | William Henry Pickering                                                                      | Mouvement rétrograde, satellite irrégulier, groupe nordique  | ,      | Saturne  |
| Janus (lune)                | X       | Janus             | 90,4 ± 3,0       | 151 460             | 0,695                                            | 1966                | Audouin Dollfus ; Voyager 1 (confirmation)                                                   | lune intérieure (en) (co-orbital)                            | ,      | Saturne  |
| Epimetheus (lune)           | XI      | Épiméthée         | 58,3 ± 3,1       | 151 410             | 0,694                                            | 1980                | Richard Walker ; Voyager 1 (confirmation)                                                    | lune intérieure (en) (co-orbital)                            | ,      | Saturne  |
| Helene (lune)               | XII     | Hélène            | 16 ± 4           | 377 420             | 2,737                                            | 1980                | Laques, Lecacheux                                                                            | groupe principal des lunes troyennes (en)                    | ,      | Saturne  |
| Telesto (lune)              | XIII    | Télesto           | 12 ± 3           | 294 710             | 1,888                                            | 1980                | Smith, Reitsema, Larson, Fountain, Voyager 1                                                 | groupe principal des lunes troyennes (en)                    | ,      | Saturne  |
| Calypso (lune)              | XIV     | Calypso           | 9,5 ± 1,5        | 294 710             | 1,888                                            | 1980                | Pascu, Seidelmann, Baum, Currie                                                              | groupe principal des lunes troyennes (en)                    | ,      | Saturne  |
| Atlas (lune)                | XV      | Atlas             | 15,3 ± 1,2       | 137 670             | 0,602                                            | 1980                | Terrile, {Voyager 1                                                                          | lune intérieure (en), satellite berger                       | ,      | Saturne  |
| Prometheus (lune)           | XVI     | Prométhée         | 46,8 ± 5,6       | 139 380             | 0,613                                            | 1980                | Collins, Voyager 1                                                                           | lune intérieure (en), satellite berger                       | ,      | Saturne  |
| Pandora (lune)              | XVII    | Pandore           | 40,6 ± 4,5       | 141 720             | 0,629                                            | 1980                | Collins, Voyager 1                                                                           | lune intérieure (en), satellite berger                       | ,      | Saturne  |
| Pan (lune)                  | XVIII   | Pan               | 12,8             | 133 580             | 0,575                                            | 1990                | Showalter, Voyager 2                                                                         | lune intérieure (en), satellite berger                       | ,      | Saturne  |
| Ymir (lune)                 | XIX     | Ymir              | 9                | 23 140 400          | 1 315,58 (r)                                     | 2000                | Gladman                                                                                      | Mouvement rétrograde, satellite irrégulier, groupe nordique  | ,      | Saturne  |
| Paaliaq (lune)              | XX      | Paaliaq           | 11               | 15 200 000          | 686,95                                           | 2000                | Gladman                                                                                      | Mouvement prograde, satellite irrégulier, groupe inuit       | ,      | Saturne  |
| Tarvos (lune)               | XXI     | Tarvos            | 7,5              | 17 983 000          | 926,23                                           | 2000                | Gladman, Kavelaars                                                                           | Mouvement prograde, satellite irrégulier, groupe gaulois     | ,      | Saturne  |
| Ijiraq (lune)               | XXII    | Ijiraq            | 6                | 11 124 000          | 451,42                                           | 2000                | Gladman, Kavelaars                                                                           | Mouvement prograde, satellite irrégulier, groupe inuit       | ,      | Saturne  |
|                             | XXIII   | Suttungr          | 3.5              | 19 459 000          | 1 016,67 (r)                                     | 2000                | Gladman, Kavelaars                                                                           | Mouvement rétrograde, satellite irrégulier, groupe nordique  | ,      | Saturne  |
| Kiviuq (lune)               | XXIV    | Kiviuq            | 8                | 11 110 000          | 449,22                                           | 2000                | Gladman                                                                                      | Mouvement prograde, satellite irrégulier, groupe inuit       | ,      | Saturne  |
| Mundilfari (lune)           | XXV     | Mundilfari        | 3,5              | 18 628 000          | 952,77 (r)                                       | 2000                | Gladman, Kavelaars                                                                           | Mouvement rétrograde, satellite irrégulier, groupe nordique  | ,      | Saturne  |
|                             | XXVI    | Albiorix          | 16               | 16 182 000          | 783,45                                           | 2000                | Holman, Spahr                                                                                | Mouvement prograde, satellite irrégulier, groupe gaulois     | ,      | Saturne  |
|                             | XXVII   | Skathi            | 4                | 15 540 000          | 728,20 (r)                                       | 2000                | Gladman, Kavelaars                                                                           | Mouvement rétrograde, satellite irrégulier, groupe nordique  | ,      | Saturne  |
|                             | XXVIII  | Erriapus          | 5                | 17 343 000          | 871,19                                           | 2000                | Gladman, Kavelaars                                                                           | Mouvement prograde, satellite irrégulier, groupe gaulois     | ,      | Saturne  |
|                             | XXIX    | Siarnaq           | 20               | 18 015 400          | 896,44                                           | 2000                | Gladman, Kavelaars                                                                           | Mouvement prograde, satellite irrégulier, groupe inuit       | ,      | Saturne  |
| Thrymr                      | XXX     | Thrymr            | 3,5              | 20 314 000          | 1 094,11 (r)                                     | 2000                | Gladman, Kavelaars                                                                           | Mouvement rétrograde, satellite irrégulier, groupe nordique  | ,      | Saturne  |
| Narvi (lune)                | XXXI    | Narvi             | 3,5              | 19 007 000          | 1 003,86 (r)                                     | 2003                | Sheppard, Jewitt, Kleyna                                                                     | Mouvement rétrograde, satellite irrégulier, groupe nordique  | ,      | Saturne  |
| Methone (lune)              | XXXII   | Méthone           | 1,6              | 194 440             | 1,010                                            | 2004                | Porco, Charnoz, Brahic, Dones, Cassini-Huygens                                               | groupe des Alcyonides                                        | [ 14 ] | Saturne  |
| Pallene (lune)              | XXXIII  | Pallène           | 2                | 212 280             | 1,154                                            | 2004                | Gordon, Murray, Beurle et al., Cassini-Huygens                                               | groupe des Alcyonides                                        | [ 14 ] | Saturne  |
| Polydeuces (lune)           | XXXIV   | Polydeuces        | 1,25             | 377 200             | 2,737                                            | 2004                | Porco et al., Cassini-Huygens                                                                | Groupe principal des lunes troyennes (en)                    | [ 14 ] | Saturne  |
| Daphnis (lune)              | XXXV    | Daphnis           | 3–4              | 136 500             | 0,594                                            | 2005                | Porco et al., Cassini-Huygens                                                                | Lune intérieure (en), satellite berger                       | [ 14 ] | Saturne  |
|                             | XXXVI   | Aegir             | 3                | 20 751 000          | 1 117,52 (r)                                     | 2004                | Sheppard, Jewitt, Kleyna, Marsden                                                            | Mouvement rétrograde, satellite irrégulier, groupe nordique  | ,      | Saturne  |
| Bebhionn (lune)             | XXXVII  | Bebhionn          | 3                | 17 119 000          | 834,84                                           | 2004                | Sheppard, Jewitt, Kleyna, Marsden                                                            | Mouvement prograde, satellite irrégulier, groupe gaulois     | ,      | Saturne  |
| Bergelmir (lune)            | XXXVIII | Bergelmir         | 3                | 19 336 000          | 1 005,74 (r)                                     | 2004                | Sheppard, Jewitt, Kleyna, Marsden                                                            | Mouvement rétrograde, satellite irrégulier, groupe nordique  | ,      | Saturne  |
|                             | XXXIX   | Bestla            | 3,5              | 20 192 000          | 1 088,72 (r)                                     | 2004                | Sheppard, Jewitt, Kleyna, Marsden                                                            | Mouvement rétrograde, satellite irrégulier, groupe nordique  | ,      | Saturne  |
|                             | XL      | Farbauti          | 2,5              | 20 377 000          | 1 085,55 (r)                                     | 2004                | Sheppard, Jewitt, Kleyna, Marsden                                                            | Mouvement rétrograde, satellite irrégulier, groupe nordique  | ,      | Saturne  |
|                             | XLI     | Fenrir            | 2                | 22 454 000          | 1 260,35 (r)                                     | 2004                | Sheppard, Jewitt, Kleyna, Marsden                                                            | Mouvement rétrograde, satellite irrégulier, groupe nordique  | ,      | Saturne  |
| Fornjot (lune)              | XLII    | Fornjot           | 3                | 25 146 000          | 1 494,2 (r)                                      | 2004                | Sheppard, Jewitt, Kleyna, Marsden                                                            | Mouvement rétrograde, satellite irrégulier, groupe nordique  | ,      | Saturne  |
|                             | XLIII   | Hati              | 3                | 19 846 000          | 1 038,61 (r)                                     | 2004                | Sheppard, Jewitt, Kleyna, Marsden                                                            | Mouvement rétrograde, satellite irrégulier, groupe nordique  | ,      | Saturne  |
|                             | XLIV    | Hyrrokkin         | 4                | 18 437 000          | 931,86 (r)                                       | 2006                | Sheppard, Jewitt, Kleyna                                                                     | Mouvement rétrograde, satellite irrégulier, groupe nordique  | [ 14 ] | Saturne  |
| Kari (lune)                 | XLV     | Kari              | 3,5              | 22 089 000          | 1 230,97 (r)                                     | 2006                | Sheppard, Jewitt, Kleyna                                                                     | Mouvement rétrograde, satellite irrégulier, groupe nordique  | [ 14 ] | Saturne  |
|                             | XLVI    | Loge              | 3                | 23 058 000          | 1 311,36 (r)                                     | 2006                | Sheppard, Jewitt, Kleyna                                                                     | Mouvement rétrograde, satellite irrégulier, groupe nordique  | [ 14 ] | Saturne  |
|                             | XLVII   | Skoll             | 3                | 17 665 000          | 878,29 (r)                                       | 2006                | Sheppard, Jewitt, Kleyna                                                                     | Mouvement rétrograde, satellite irrégulier, groupe nordique  | [ 14 ] | Saturne  |
|                             | XLVIII  | Surtur            | 3                | 22 704 000          | 1 297,36 (r)                                     | 2006                | Sheppard, Jewitt, Kleyna                                                                     | Mouvement rétrograde, satellite irrégulier, groupe nordique  | [ 14 ] | Saturne  |
| Anthe (lune)                | XLIX    | Anthée            | 1                | 197 700             | 1,0365                                           | 2007                | Porco et al. (Cassini–Huygens)                                                               | groupe des Alcyonides                                        | [ 34 ] | Saturne  |
|                             | L       | Jarnsaxa          | 3                | 18 811 000          | 964,74 (r)                                       | 2006                | Sheppard, Jewitt, Kleyna                                                                     | Mouvement rétrograde, satellite irrégulier, groupe nordique  | [ 14 ] | Saturne  |
|                             | LI      | Greip             | 3                | 18 206 000          | 921,19 (r)                                       | 2006                | Sheppard, Jewitt, Kleyna                                                                     | Mouvement rétrograde, satellite irrégulier, groupe nordique  | [ 14 ] | Saturne  |
|                             | LII     | Tarqeq            | 3,5              | 18 009 000          | 887,48                                           | 2007                | Sheppard, Jewitt, Kleyna                                                                     | Mouvement prograde, satellite irrégulier, groupe inuit       | [ 14 ] | Saturne  |
| Aegaeon (lune)              | LIII    | Égéon             | 0,25             | 167,500             | 0.808                                            | 2008                | Équipe d'imagerie scientifique de Cassini–Huygens                                            | Satellite mineur de l'anneau G                               | [ 35 ] | Saturne  |
|                             | —       | S/2004 S 7        | 3                | 20 999 000          | 1 140,24 (r)                                     | 2004                | Sheppard, Jewitt, Kleyna, Marsden                                                            | Mouvement rétrograde, satellite irrégulier, groupe nordique  | ,      | Saturne  |
|                             | —       | S/2004 S 12       | 2,5              | 19 878 000          | 1 046,19 (r)                                     | 2004                | Sheppard, Jewitt, Kleyna, Marsden                                                            | Mouvement rétrograde, satellite irrégulier, groupe nordique  | ,      | Saturne  |
|                             | —       | S/2004 S 13       | 3                | 18 404 000          | 933,48 (r)                                       | 2004                | Sheppard, Jewitt, Kleyna, Marsden                                                            | Mouvement rétrograde, satellite irrégulier, groupe nordique  | ,      | Saturne  |
|                             | —       | S/2004 S 17       | 2                | 19 447 000          | 1 014,70 (r)                                     | 2004                | Sheppard, Jewitt, Kleyna, Marsden                                                            | Mouvement rétrograde, satellite irrégulier, groupe nordique  | ,      | Saturne  |
|                             | —       | S/2006 S 1        | 3                | 18 790 000          | 963,37 (r)                                       | 2006                | Sheppard, Jewitt, Kleyna                                                                     | Mouvement rétrograde, satellite irrégulier, groupe nordique  | [ 14 ] | Saturne  |
|                             | —       | S/2006 S 3        | 3                | 22 096 000          | 1 227,21 (r)                                     | 2006                | Sheppard, Jewitt, Kleyna                                                                     | Mouvement rétrograde, satellite irrégulier, groupe nordique  | [ 14 ] | Saturne  |
|                             | —       | S/2007 S 2        | 3                | 16 725 000          | 808,08 (r)                                       | 2007                | Sheppard, Jewitt, Kleyna                                                                     | Mouvement rétrograde, satellite irrégulier, groupe nordique  | [ 14 ] | Saturne  |
|                             | —       | S/2007 S 3        | 3                | 18 975 000          | 977,8 (r)                                        | 2007                | Sheppard, Jewitt, Kleyna                                                                     | Mouvement rétrograde, satellite irrégulier, groupe nordique  | [ 14 ] | Saturne  |
| S/2009 S 1                  | —       | S/2009 S 1        | 0,15             | 117,000             | 0,471                                            | 2009                | Équipe d'imagerie scientifique de Cassini–Huygens                                            | Satellite mineur de l'anneau B                               | [ 36 ] | Saturne  |
| Ariel (lune)                | I       | Ariel             | 578,9 ± 0,6      | 190 900             | 2,520                                            | 1851                | William Lassell                                                                              | Lune du groupe principal                                     | ,      | Uranus   |
| Umbriel (lune)              | II      | Umbriel           | 584,7 ± 2,8      | 266 000             | 4,144                                            | 1851                | William Lassell                                                                              | Lune du groupe principal                                     | ,      | Uranus   |
| Titania (lune)              | III     | Titania           | 788,9 ± 1,8      | 436 300             | 8,706                                            | 1787                | Herschel                                                                                     | Lune du groupe principal                                     | ,      | Uranus   |
| Oberon (lune)               | IV      | Oberon            | 761,4 ± 2,6      | 583 500             | 13,46                                            | 1787                | Herschel                                                                                     | Lune du groupe principal                                     | ,      | Uranus   |
| Miranda (lune)              | V       | Miranda           | 235,8 ± 0,7      | 129 900             | 1,413                                            | 1948                | Kuiper                                                                                       | Lune du groupe principal                                     | ,      | Uranus   |
| Cordelia (lune)             | VI      | Cordelia          | 20,1 ± 3         | 49 800              | 0,335                                            | 1986                | Terrile, Voyager 2                                                                           | lune intérieure (en), satellite berger                       | ,      | Uranus   |
| Ophelia (lune)              | VII     | Ophelia           | 21,4 ± 4         | 53 800              | 0,376                                            | 1986                | Terrile, Voyager 2                                                                           | Lune intérieure (en), satellite berger                       | ,      | Uranus   |
| Bianca (lune)               | VIII    | Bianca            | 25,7 ± 2         | 59 200              | 0,435                                            | 1986                | Bradford A. Smith, Voyager 2                                                                 | Lune intérieure (en)                                         | ,      | Uranus   |
| Portia, Cressida et Ophelia | IX      | Cressida          | 39,8 ± 2         | 61 800              | 0,464                                            | 1986                | Stephen P. Synnott, Voyager 2                                                                | Lune intérieure (en)                                         | ,      | Uranus   |
| Desdemona (lune)            | X       | Desdemona         | 32,0 ± 4         | 62 700              | 0,474                                            | 1986                | Stephen P. Synnott, Voyager 2                                                                | Lune intérieure (en)                                         | ,      | Uranus   |
| Juliet (lune)               | XI      | Juliette          | 46,8 ± 4         | 64 400              | 0,493                                            | 1986                | Stephen P. Synnott, Voyager 2                                                                | Lune intérieure (en)                                         | ,      | Uranus   |
| Portia, Cressida et Ophelia | XII     | Portia            | 67,6 ± 4         | 66 100              | 0,513                                            | 1986                | Stephen P. Synnott, Voyager 2                                                                | Lune intérieure (en)                                         | ,      | Uranus   |
| Rosalind (lune)             | XIII    | Rosalinde         | 36 ± 6           | 69 900              | 0,558                                            | 1986                | Stephen P. Synnott, Voyager 2                                                                | Lune intérieure (en)                                         | ,      | Uranus   |
| Belinda (lune)              | XIV     | Belinda           | 40,3 ± 8         | 75 300              | 0,624                                            | 1986                | Stephen P. Synnott, Voyager 2                                                                | Lune intérieure (en)                                         | ,      | Uranus   |
| Puck (lune)                 | XV      | Puck              | 81 ± 2           | 86 000              | 0,762                                            | 1985                | Stephen P. Synnott, Voyager 2                                                                | Lune intérieure (en)                                         | ,      | Uranus   |
| Caliban (lune)              | XVI     | Caliban           | 49               | 7 231 100           | 579,73 (r)                                       | 1997                | Gladman, Nicholson, Burns, Kavelaars                                                         | Mouvement rétrograde, satellite irrégulier                   | ,      | Uranus   |
| Sycorax (lune)              | XVII    | Sycorax           | 75               | 12 179 400          | 1 288,38 (r)                                     | 1997                | Gladman, Nicholson, Burns, Kavelaars                                                         | Mouvement rétrograde, satellite irrégulier                   | ,      | Uranus   |
| Prospero (lune)             | XVIII   | Prospero          | 25               | 16 256 000          | 1 978,29 (r)                                     | 1999                | Gladman, Holman, Kavelaars, Petit, Scholl                                                    | Mouvement rétrograde, satellite irrégulier                   | ,      | Uranus   |
| Setebos (lune)              | XIX     | Setebos           | 24               | 17 418 000          | 2 225,21 (r)                                     | 1999                | Gladman, Holman, Kavelaars, Petit, Scholl                                                    | Mouvement rétrograde, satellite irrégulier                   | ,      | Uranus   |
| Stephano (lune)             | XX      | Stephano          | 10               | 8 004 000           | 677,36 (r)                                       | 1999                | Gladman, Holman, Kavelaars, Petit, Scholl                                                    | Mouvement rétrograde, satellite irrégulier                   | ,      | Uranus   |
|                             | XXI     | Trinculo          | 5                | 8 504 000           | 749,24 (r)                                       | 2001                | Holman, Kavelaars, Milisavljevic                                                             | Mouvement rétrograde, satellite irrégulier                   | ,      | Uranus   |
| Francisco (lune)            | XXII    | Francisco         | 6                | 4 276 000           | 266,56 (r)                                       | 2001                | Holman, Kavelaars, Milisavljevic, Gladman                                                    | Mouvement rétrograde, satellite irrégulier                   | ,      | Uranus   |
|                             | XXIII   | Margaret          | 5,5              | 14 345 000          | 1 687,01                                         | 2003                | Sheppard, Jewitt                                                                             | Mouvement prograde, satellite irrégulier                     | ,      | Uranus   |
|                             | XXIV    | Ferdinand         | 6                | 20 901 000          | 2 887,21 (r)                                     | 2001                | Holman, Kavelaars, Milisavljevic, et al.                                                     | Mouvement rétrograde, satellite irrégulier                   | ,      | Uranus   |
| Perdita (lune)              | XXV     | Perdita           | 10               | 76 417              | 0,638                                            | 1986                | Karkoschka (en), Voyager 2                                                                   | Lune intérieure (en)                                         | [ 14 ] | Uranus   |
| Mab (lune)                  | XXVI    | Mab               | 5                | 97 736              | 0,923                                            | 2003                | Mark R. Showalter, Jack J. Lissauer                                                          | Lune intérieure (en)                                         | [ 14 ] | Uranus   |
| Cupid (lune)                | XXVII   | Cupid             | 5                | 74 392              | 0,613                                            | 2003                | Mark R. Showalter, Jack J. Lissauer                                                          | Lune intérieure (en)                                         | [ 14 ] | Uranus   |
| Triton                      | I       | Triton            | 1353,4 ± 0,9     | 354 800             | 5,877 (r)                                        | 1846                | William Lassell                                                                              | Mouvement rétrograde, satellite irrégulier                   | ,      | Neptune  |
| Nereid (lune)               | II      | Néréide           | 170 ± 25         | 5 513 820           | 360,14                                           | 1949                | Kuiper                                                                                       | Mouvement prograde, satellite irrégulier                     | ,      | Neptune  |
| Naiad (lune)                | III     | Naïade            | 33 ± 3           | 48 227              | 0,294                                            | 1989                | Terrile, Voyager 2                                                                           | Lune intérieure (en)                                         | ,      | Neptune  |
| Thalassa (lune)             | IV      | Thalassa          | 41 ± 3           | 50 075              | 0,311                                            | 1989                | Terrile, Voyager 2                                                                           | Lune intérieure (en)                                         | ,      | Neptune  |
| Despina (lune)              | V       | Despina           | 75 ± 3           | 52 526              | 0,335                                            | 1989                | Stephen P. Synnott, Voyager 2                                                                | Lune intérieure (en)                                         | ,      | Neptune  |
| Galatea (lune)              | VI      | Galatée           | 88 ± 4           | 61 953              | 0,429                                            | 1989                | Stephen P. Synnott, Voyager 2                                                                | Lune intérieure (en)                                         | ,      | Neptune  |
| Larissa (lune)              | VII     | Larissa           | 97 ± 3           | 73 548              | 0,555                                            | 1982                | Reitsema (en), Hubbard, Lebofsky, Tholen, Voyager 2                                          | Lune intérieure (en)                                         | ,      | Neptune  |
| Proteus (lune)              | VIII    | Protée            | 210 ± 7          | 117 647             | 1,122                                            | 1989                | Stephen P. Synnott, Voyager 2                                                                | Lune intérieure (en)                                         | ,      | Neptune  |
| Halimede (lune)             | IX      | Halimède          | 31               | 15 728 000          | 1 879,71 (r)                                     | 2002                | Holman, Kavelaars, Grav, Fraser, Milisavljevic                                               | Mouvement rétrograde, satellite irrégulier                   | ,      | Neptune  |
| Psamathe (lune)             | X       | Psamathée         | 20               | 46 695 000          | 9 115,91 (r)                                     | 2003                | Jewitt, Kleyna, Sheppard, Holman, Kavelaars                                                  | Mouvement rétrograde, satellite irrégulier                   | ,      | Neptune  |
|                             | XI      | Sao               | 22               | 22 422 000          | 2 914,07                                         | 2002                | Holman, Kavelaars, Grav, Fraser, Milisavljevic                                               | Mouvement prograde, satellite irrégulier                     | ,      | Neptune  |
|                             | XII     | Laomédie          | 21               | 23 571 000          | 3 167,85                                         | 2002                | Holman, Kavelaars, Grav, Fraser, Milisavljevic                                               | Mouvement prograde, satellite irrégulier                     | ,      | Neptune  |
|                             | XIII    | Néso              | 30               | 48 387 000          | 9 373,99 (r)                                     | 2002                | Holman, Kavelaars, Grav, Fraser, Milisavljevic                                               | Mouvement rétrograde, satellite irrégulier                   | ,      | Neptune  |
| S/2004_N_1                  | XIV     | Hippocampe        | 8–10             | 105 283             | 0,9362                                           | 2013                | Mark R. Showalter et al.                                                                     | Lune intérieure (en)                                         | [ 37 ] | Neptune  |
| Charon (lune)               | I       | Charon            | 603,6 ± 1,4      | 19 591              | 6,387                                            | 1978                | Christy                                                                                      |                                                              | ,      | Pluton   |
| Nix (lune)                  | II      | Nix               | 23,0 ± 2         | 48 671              | 24,85                                            | 2005                | Weaver, Stern, Buie, et al.                                                                  |                                                              | ,      | Pluton   |
| Hydra (lune)                | III     | Hydre             | 30,5 ± 4         | 64 698              | 38,20                                            | 2005                | Weaver, Stern, Buie, et al.                                                                  |                                                              | ,      | Pluton   |
| Kerberos (lune)             | IV      | Kerbéros          | 14,0             | 57 729              | 32,17                                            | 2011                | Showalter, Hubble                                                                            |                                                              | ,      | Pluton   |
| Styx (lune)                 | V       | Styx              | 10,0             | 42 393              | 20,16                                            | 2012                | Showalter, Hubble                                                                            |                                                              | ,      | Pluton   |
|                             | I       | Hiʻiaka           | ~160             | 49,500 ± 400        | 49.12 ± 0.03                                     | 2005                | Brown et al.                                                                                 |                                                              | ,      | Haumea   |
|                             | II      | Namaka            | ~85              | 39 000 (r)          | 34.7 ± 0.1 if e = 0                              | 2005                | Brown et al.                                                                                 |                                                              | ,      | Haumea   |
| Makemake                    | —       | S/2015 (136472) 1 | ~80              |                     |                                                  | 2016                | Alex Parker et al.                                                                           |                                                              | [ 43 ] | Makémaké |
| Dysnomia (lune)             | I       | Dysnomie          | 257± 110         | 37 370 ± 150        | 15.774 ± 0.002                                   | 2005                | Brown, Rabinowitz, Trujillo et al.                                                           | Objet épars                                                  | ,      | Éris     |